# Josef Doležal
Josef Doležal (ur. 12 grudnia 1920 w Przybramie, zm. 28 stycznia 1999 w Pradze) – czechosłowacki lekkoatleta, chodziarz, wielokrotny rekordzista świata na różnych dystansach.

## Sukcesy
- srebrny medal podczas Igrzysk w Helsinkach (chód na 50 kilometrów 1952)
- złoto Mistrzostw Europy w Lekkoatletyce (chód na 10 000 metrów Berno 1954)
- srebro na Mistrzostwach Europy w Lekkoatletyce (chód na 50 kilometrów Berno 1954)

## Rekordy życiowe
- Chód na 20 kilometrów – 1:29:59,8 (1956)
- Chód na 50 kilometrów – 4:15:13,8 (1957)